# Rocca d'Arce
Rocca d'Arce est une commune de la province de Frosinone dans le Latium en Italie.

## Administration
| Période                                  | Période  | Identité         | Étiquette    | Qualité |
| ---------------------------------------- | -------- | ---------------- | ------------ | ------- |
| 14 juin 2004                             | En cours | Rocco Pantanella | Lista Civica |         |
| Les données manquantes sont à compléter. |          |                  |              |         |

### Hameaux
Fraioli, Murata

### Communes limitrophes
Arce, Colfelice, Fontana Liri, Roccasecca, Santopadre

## Démographie
Habitants recensés